# ۹۰۰۰ (عدد)
۹۰۰۰ (عدد) یک عدد طبیعی است که بعد از ۸۹۹۹ و قبل از ۹۰۰۱ قرار دارد.